# Fundació Heritage
La Fundació Heritage (en anglès, The Heritage Foundation) és un centre de recerca política (think tank) conservador nord-americà. Va ser fundat l'any 1973, i té la seu a Washington D.C., als Estats Units, va constituir una part activa d'alguns dels moments més importants de les darreres tres dècades del segle xx, jugant un paper decisiu en molts aspectes. Personalitats com Margaret Thatcher, Ronald Reagan o George W. Bush han impartit conferències a les seves instal·lacions.

## Origen
L'origen de la Fundació Heritage es remunta a l'any 1973, quan dos analistes de l'American Enterprise Institute, després d'una sèrie de diferències, decideixen organitzar un Think tank conservador, que professionalitzi les tècniques d'influència política. El finançament inicial de la fundació va ser aportada pel polític conservador Joseph Coors, copropietari de Coors Brewing Company. El pressupost va ser posteriorment incrementat per l'ajuda financera del bilionari Richard Mellon Scaife. L'activista conservador Paul Weyrich en va ser el primer director. Des de l'any 1977, el president de la Fundació Heritage ha estat Edwin Feulner Jr., que va ser anteriorment el Director executiu del Comitè d'Estudis Republicans de la Cambra de Representants, i que també va exercir com a assistent del congressista Phil Crane. Va ser Edwin Feulner, Jr. qui l'any 1980 va impulsar la creació del Resource Bank, un esdeveniment que se celebra cada any, i que des de llavors, reuneix professionals conservadors de tots els Thinks tanks dels Estats Units. En caure el Mur de Berlín, es va iniciar l'expansió internacional de la fundació, amb l'obertura de la primera oficina a l'estranger a Moscou.

## Ideologia
Segons la seva pròpia declaració de principis, l'objectiu de la Fundació Heritage és promoure la difusió dels principis de llibertat individual, govern limitat, llibertat d'empresa, una sòlida defensa nacional i els valors nord-americans tradicionals.

## Activitat
L'any 1980 la Fundació Heritage va publicar la Guia per al lideratge, que recollia múltiples propostes per a la gestió política conservadora. Aquesta guia va constituir el llibre de capçalera de l'administració de Ronald Reagan, que va arribar a adoptar més de 1.300 propostes incloses en el llibre. Des de desembre de l'any 2010, la Fundació Heritage té una web oficial en castellà anomenada Heritage Libertad, en el domini libertad.org, i que «representa la propera fase de la innovadora estratègia de comunicació de la Fundació Heritage, per donar a conèixer els nostres estudis i els nostres informes, a cada vegada més americans i gent del món hispà».
Des de l'any 1995, la Fundació Heritage elabora cada any l'Índex de llibertat econòmica, que publica el Wall Street Journal, a on estableix un rànquing de mesurament de la llibertat econòmica de tots els països del món. Fins a l'any 2001, la Fundació Heritage va publicar la Policy Review, un periòdic de polítiques públiques, que després va ser adquirit per la Hoover Institution.